# I grandi successi originali (Ricchi e Poveri)
I grandi successi originali è una doppia raccolta dedicata al gruppo dei Ricchi e Poveri. Esce nel 2000 per la serie «Flashback», distribuita dalla major BMG, che ha rilevato, a suo tempo, la RCA, colosso discografico dell'epoca, una di tre principali etichette a cui la band faceva riferimento - le altre due erano la Fonit Cetra/Dischi Ricordi, negli anni settanta, e la Baby Records, negli anni ottanta. Il doppio CD contiene 24 canzoni, indifferentemente tratte dal repertorio del gruppo sia come quartetto - dagli esordi, nel 1967, fino alla vigilia del Festival di Sanremo 1981, quando la bionda cantante genovese Marina Occhiena lasciò il gruppo - che come trio - dal 1981, l'anno del loro successo più conosciuto a livello internazionale, la hit Sarà perché ti amo, fino al periodo più recente. La collection viene proposta, infatti, quasi in concomitanza con l'atteso ritorno discografico del gruppo, avvenuto nel 1999, con quello che è stato il primo lavoro parzialmente nuovo, dopo un periodo di inattività discografica, Parla col cuore, album/raccolta contenente 6 inediti e alcuni vecchi successi, promosso all'inizio del nuovo millennio.
La raccolta si distingue nel marasma di collection dedicate al gruppo, tra pubblicazioni ufficiali e non ufficiali, autorizzate o meno, nazionali ed estere, limitate alla band come trio oppure estese fino a comprendere brani del periodo come quartetto. Tutte queste compilation costituiscono l'intero catalogo dei Ricchi e Poveri oggi disponibile, e rappresentano, ormai, l'unico modo per riascoltare almeno una parte delle canzoni nel repertorio della band, dato che tutta la loro produzione è andata, già da molti anni, fuori catalogo: gli album originali non sono tutti facili da reperire o, comunque, sono costosi, tra i più quotati sul mercato dei collezionisti.

## Tracce

### CD 1
1. La prima cosa bella (Mogol/Di Bari/Reverberi) 3.45
2. Primo sole, primo fiore (Albertelli/Renzetti) 3.08
3. M'innamoro di te (Minellono/Farina) 3.16
4. Dimmi quando (Minellono/Farina) 3.29
5. Sarà perché ti amo (Pupo/Pace/Farina) 3.02
6. Voulez vous danser (Minellono/Cassella/Farina) 3.44
7. Cocco bello Africa (Minellono/Avogadro/Farina) 3.13
8. Canzone d'amore (Cutugno/Rampazzo/Farina) 4.03
9. Hasta la vista (Minellono/Cassella/Farina) 3.57
10. Come vorrei (Minellono/Farina) 2.56
11. Mamma Maria (Minellono/Farina) 2.55
12. E penso a te (Minellono/Pace/Balducci) 3.10

### CD 2
1. Pubblicità (Sotgiu/Gatti/Brambati) 3.14
2. Se m'innamoro (Minellono/Farina) 3.28
3. C'è che sto bene (Minellono/Farina) 3.25
4. Amarsi un po' (Minellono/Farina) 3.23
5. Questa sera (Pupo/Picciotta/Farina) 2.39
6. Che sarà (Migliacci/Fontana/Greco/Pes) 3.23
7. Bello l'amore (Minellono/Gatti/Sotgiu) 3.24
8. Sei la sola che amo (Minellono/Farina) 3.05
9. Made in Italy (Minellono/Reverberi/Farina) 3.27
10. Stasera canto (Minellono/Farina) 2.18
11. Piccolo amore (Minellono/Farina) 3.19
12. Magnifica serata [dal film Scusa se è poco] (Minellono/Farina) 3.15

## Dettagli pubblicazione
| Paese  | Data | Etichetta             | Formato | Nº Catalogo     |
| ------ | ---- | --------------------- | ------- | --------------- |
| Italia | 2000 | BMG "Flashback" / RCA | CD      | 74321750202 (2) |